# Espeleosocorro

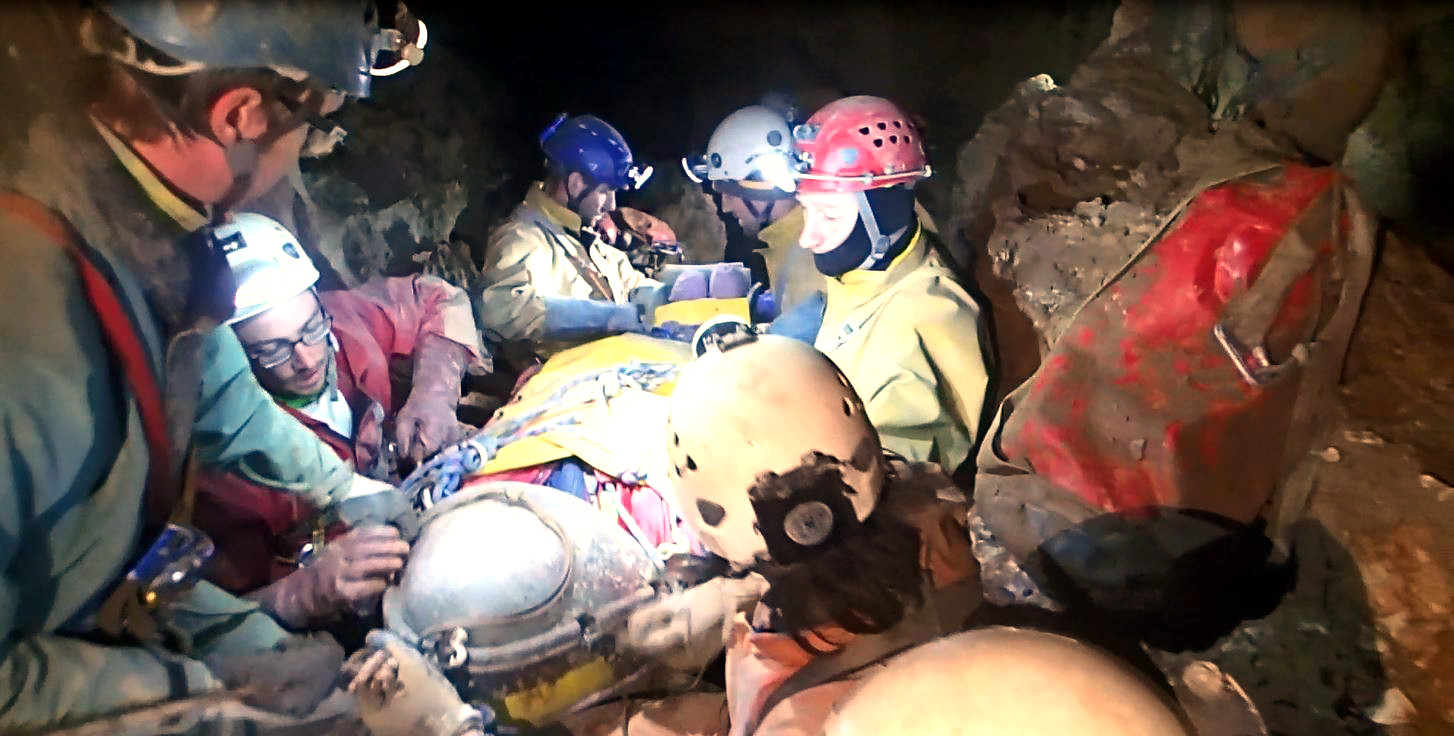
Rescate en Riesending 2014

Se conoce como espeleosocorro a la técnica de rescate empleada para evacuar a una persona herida que haya sufrido un accidente en una cavidad subterránea.

## Espeleosocorristas

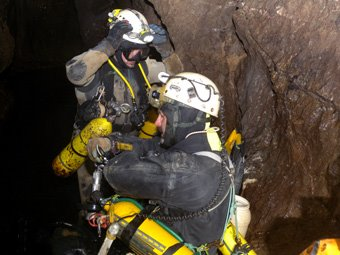
Espeleobuceadores pertrechados para una inmersión.

Los socorristas que intervienen en un rescate subterráneo son espeleólogos experimentados (que dominan previamente las técnicas de progresión, instalación, autosocorro y primera intervención en accidente) y que han recibido una formación específica como espeleosocorristas. Entre ellos, algunos se especializan en áreas concretas como medicina, desobstrucción, comunicaciones o espeleobuceo. Esta última disciplina es particularmente difícil y arriesgada, como quedó patente en la operación de rescate de la cueva Tham Luang en Tailandia.
La mayor parte de los espeleosocorristas son voluntarios, aunque también hay algunos profesionales: los pertenecientes a los grupos de rescate de las fuerzas armadas y bomberos, entre los cuales cuentan con efectivos para rescate espeleológico. En cualquier caso, dentro de la cavidad, todos ellos actúan bajo las órdenes de un mismo Coordinador de Espeleosocorro.

## Logística

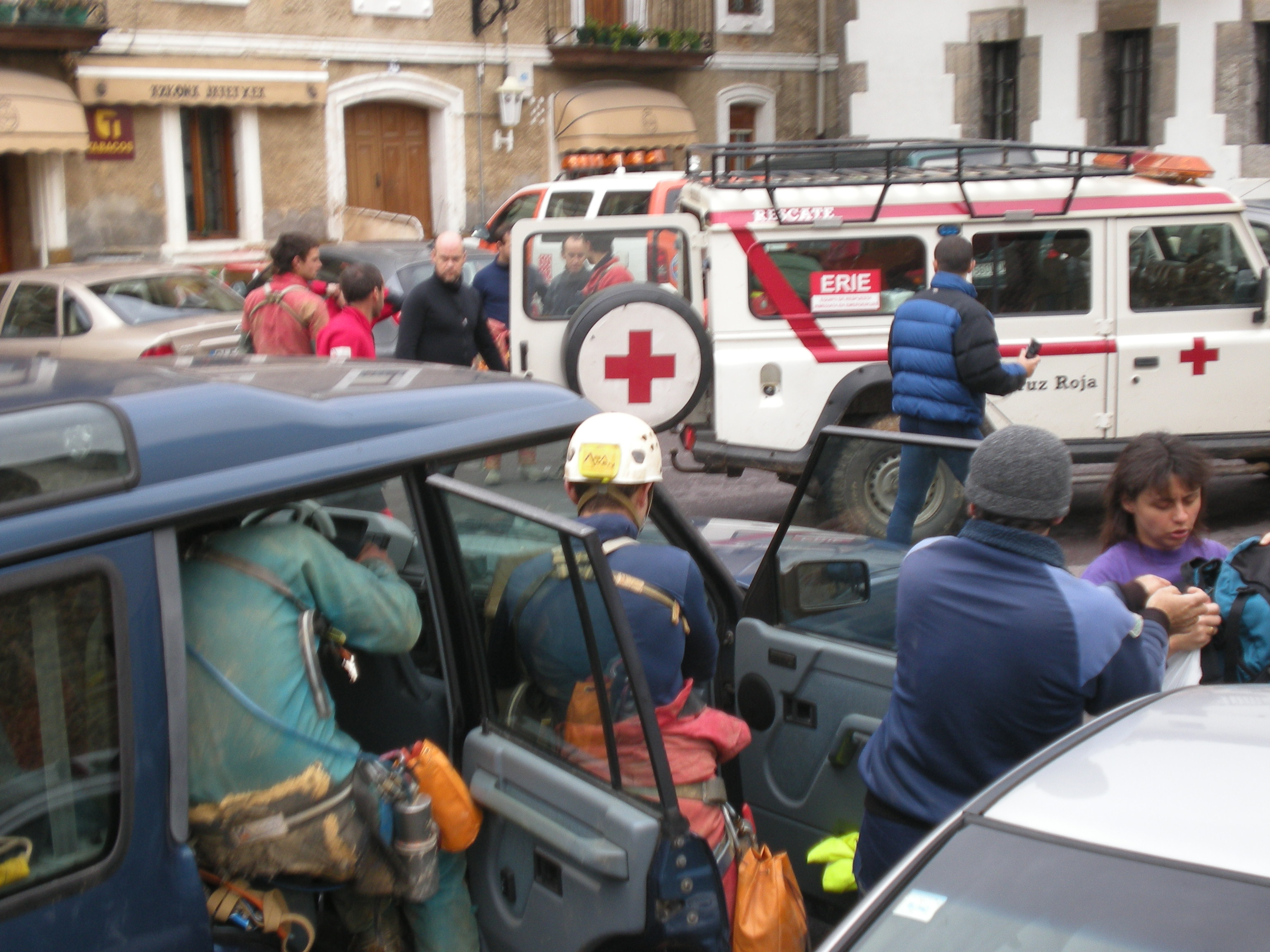
Simulacro del Espeleosocorro Vasco (Artekona 2010)

Los rescates en cavidad son muy pocos, comparados con los que se efectúan en la superficie (accidentes de montaña, por ejemplo). No obstante, el despliegue logístico necesario para resolverlos requiere la movilización de una gran cantidad de personas y medios, por lo que suelen tener gran repercusión mediática.
En general, los rescates subterráneos son gestionados primeramente por las estructuras locales de Atención de Emergencias. Tras la valoración de los técnicos, se evalúa si el rescate es resoluble con los medios de que disponen los grupos profesionales (la mayor parte de los accidentes espeleológicos se tratan de personas que han caído accidentalmente a una sima). Si no es así, porque el accidente ha ocurrido en un sector más profundo de la cavidad, suele ser necesario movilizar al espeleosocorro local; si hay alguna dificultad adicional, no es raro recurrir a la ayuda de los grupos de espeleosocorro de territorios limítrofes.
La logística general de los rescates suele estar a cargo de las estructuras locales de Protección Civil, y en una gran parte consiste en trabajo exterior (transportes, compras, alojamiento, comunicaciones, mantenimiento, suministro energético, gestión...); del trabajo a realizar en el interior de la cavidad suelen encargarse los espeleosocorristas.
Operativamente, la actividad de los grupos de espeleosocorro se controla desde un Puesto de Control (PC), instalado en la localidad más cercana a la cavidad. En la entrada de la misma se instala un Puesto de Boca (PB) que sirve de enlace entre el PC (por radio) y los rescatistas dentro de la cavidad (mediante diferentes sistemas, dependiendo de la morfología de la cavidad y la distancia a la que se encuentre el accidentado). Dentro de la cueva, los espeleosocorristas actúan en grupos de 6-8 personas, a las órdenes de un Jefe de Equipo; cada equipo se sitúa en un tramo concreto de la cavidad, encargándose de instalar el material necesario para salvar cada una de las dificultades que presente (tirolinas, polipastos, contrapesos...).
Un rescate no muy complicado puede durar 2-3 días. Por ello, desde el PC se controla a cada uno de los socorristas para saber dónde se encuentra, cuántas horas lleva trabajando y cuándo debe descansar. En espeleosocorro se respeta estrictamente la norma de que tan importante como sacar al herido es que no se produzca un sobreaccidente.

## Grupos de espeleosocorro

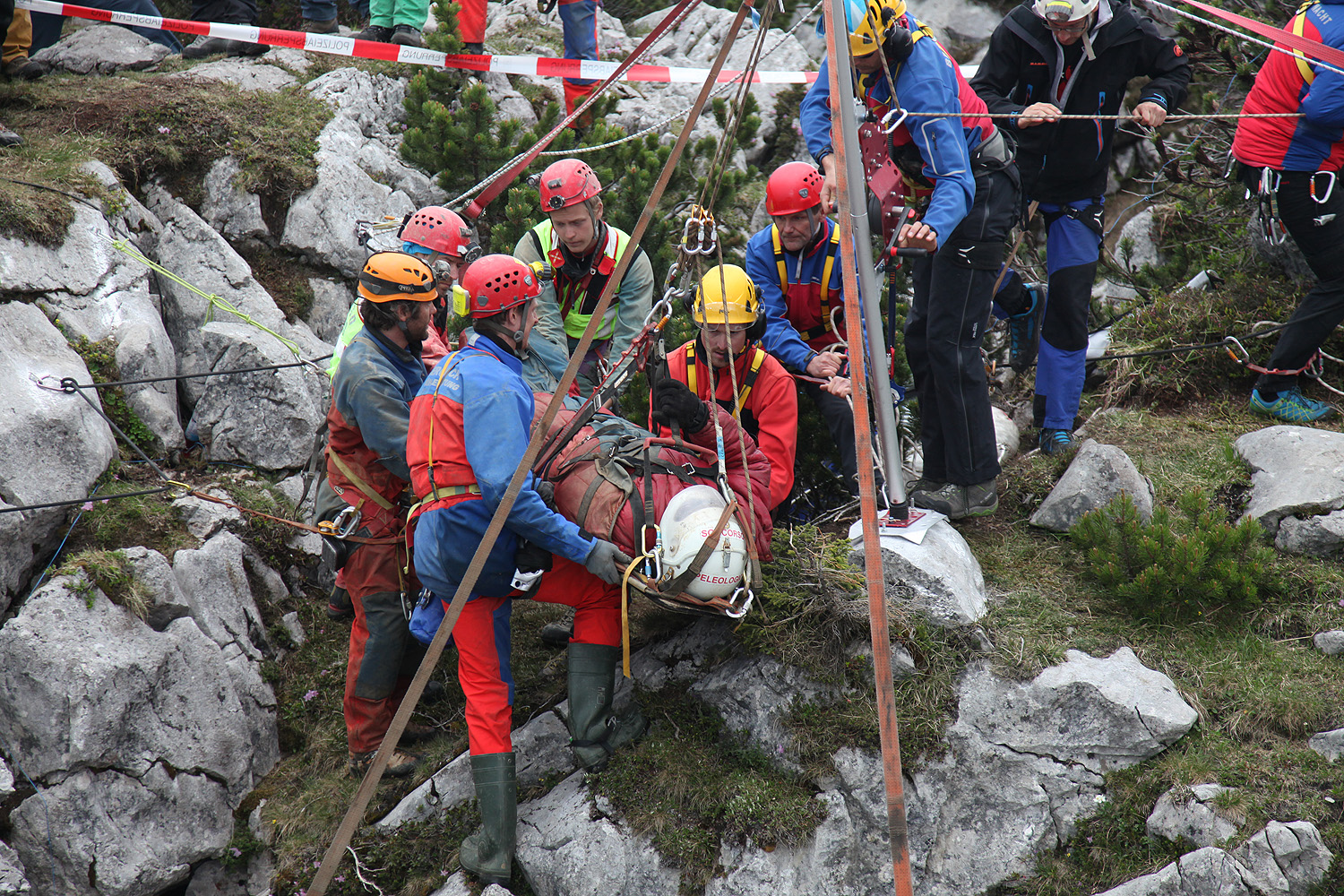
Rescate en Riesending 2014.

Los grupos de espeleosocorro se organizan en estructuras diversas, generalmente a nivel provincial o regional, según el carácter heterogéneo de los espeleólogos voluntarios que los conforman. En algunos países como Francia o el Reino Unido existen asimismo estructuras estatales que aglutinan las anteriores, e incluso la Unión Internacional de Espeleología cuenta con una Comisión de Espeleosocorro. Se trata generalmente, sin embargo, de estructuras de coordinación sin capacidad operativa, la cual está a cargo de cada grupo de espeleosocorro regional. Es habitual la colaboración entre grupos vecinos, tanto en formación y entrenamiento (cursos, simulacros), como en rescates reales. No es raro, asimismo, que espeleosocorristas de un país se desplacen a donde se requiera su intervención, sea con apoyo de las instituciones o a sus expensas; son los casos de los rescates de Inti Machay (Perú) o Tham Luang (Tailandia).

## Historia

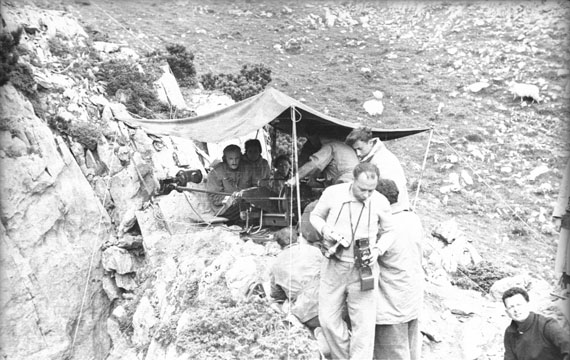
Puesto de Boca en el accidente de la Sima de la Piedra de San Martín (1952).

El auge de la espeleología en Europa tras la II Guerra Mundial produjo un aumento del número de expediciones, y por tanto de la probabilidad de accidentes. El principal hito de la historia del espeleosocorro tuvo lugar en Isaba (Navarra, España), con el accidente que en 1952 sufrió el espeleólogo Marcel Loubens en la Sima de la Piedra de San Martín. El desenlace dramático del rescate de Loubens (que falleció en la cavidad, y tuvo que ser enterrado in situ ante la imposibilidad de evacuar el cuerpo) hizo patente las graves carencias de las técnicas de rescate en el medio subterráneo. Quedó en evidencia que, en caso de accidente, los espeleólogos no podían esperar ayuda de los equipos de rescate exteriores; se hizo necesario, por tanto, que ellos mismos desarrollaran técnicas de espeleosocorro.
Los primeros pasos para la organización formal del rescate en cavidades tuvieron lugar en los años 60: en 1962 se celebró en Bruselas el I Congreso de Espeleosocorro. Los grupos locales comenzaron a realizar maniobras como la que los vascos realizaron en 1966 en la Sima del Vizcaíno (Aralar). Asimismo, se crearon estructuras regionales  para articular los esfuerzos de los diversos grupos, como la que en 1967 coordinó a los espeleosocorristas voluntarios de Sola y Bearn, y que se encargó del rescate de Arphidia 1969, donde un espeleólogo resultó con fractura de fémur tras el desprendimiento de unos bloques. Este tipo de estructuras fueron coordinándose en iniciativas como la que en 1977 dio origen al Spéléo Secours Français, coordinadora estatal de los grupos de espeleosocorro franceses.